# التون (ویرجینیای غربی)
التون، غرب ویرجینیا (به انگلیسی: Alton, West Virginia) یک منطقهٔ مسکونی در ایالات متحده آمریکا است که در ویرجینیای غربی واقع شده‌است.